# Horia-Victor Toma
Horia-Victor Toma (ur. 29 kwietnia 1955 w Ploeszti) – rumuński polityk, fizyk, nauczyciel i samorządowiec, były poseł, w 2007 deputowany do Parlamentu Europejskiego.

## Życiorys
Ukończył w 1980 studia z zakresu fizyki, rok później uzyskał specjalizację z polimerów, a później także uprawnienia nauczycielskie. Pracował w zawodzie nauczyciela w Năvodari (1981–1982), następnie w kolegium nauczycielskim w okręgu Prahova (do 1985) i później w Colegiul Național "Mihai Viteazu" w Ploeszti (od 1990 do 1996 jako zastępca dyrektora).
Był radnym Ploeszti (1992–1996, 2004), burmistrzem tej miejscowości i jednocześnie sekretarzem krajowego związku gmin (1996–2000), zastępcą prefekta okręgu Prahova (2000). Działał w partii chłopskiej (PNȚCD), w latach 90. kierował jej strukturami w Ploeszti. W 2001 wstąpił do Partii Narodowo-Liberalnej. W latach 2004–2008 zasiadał w Izbie Deputowanych.
Po przystąpieniu Rumunii do Unii Europejskiej 24 kwietnia 2007 objął mandat eurodeputowanego jako przedstawiciel PNL w delegacji krajowej. Został członkiem grupy Porozumienia Liberałów i Demokratów na rzecz Europy oraz Komisji Rynku Wewnętrznego i Ochrony Konsumentów. Z PE odszedł 9 grudnia 2007, kiedy to w Europarlamencie zasiedli deputowani wybrani w wyborach powszechnych.